# Makó
Makó er en by i det sydlige Ungarn med 21.759(2024) indbyggere. Byen ligger i provinsen Csongrád, ved bredden af Mureş-floden, og tæt på grænsen til nabolandet Rumænien.